# خودروی ملی

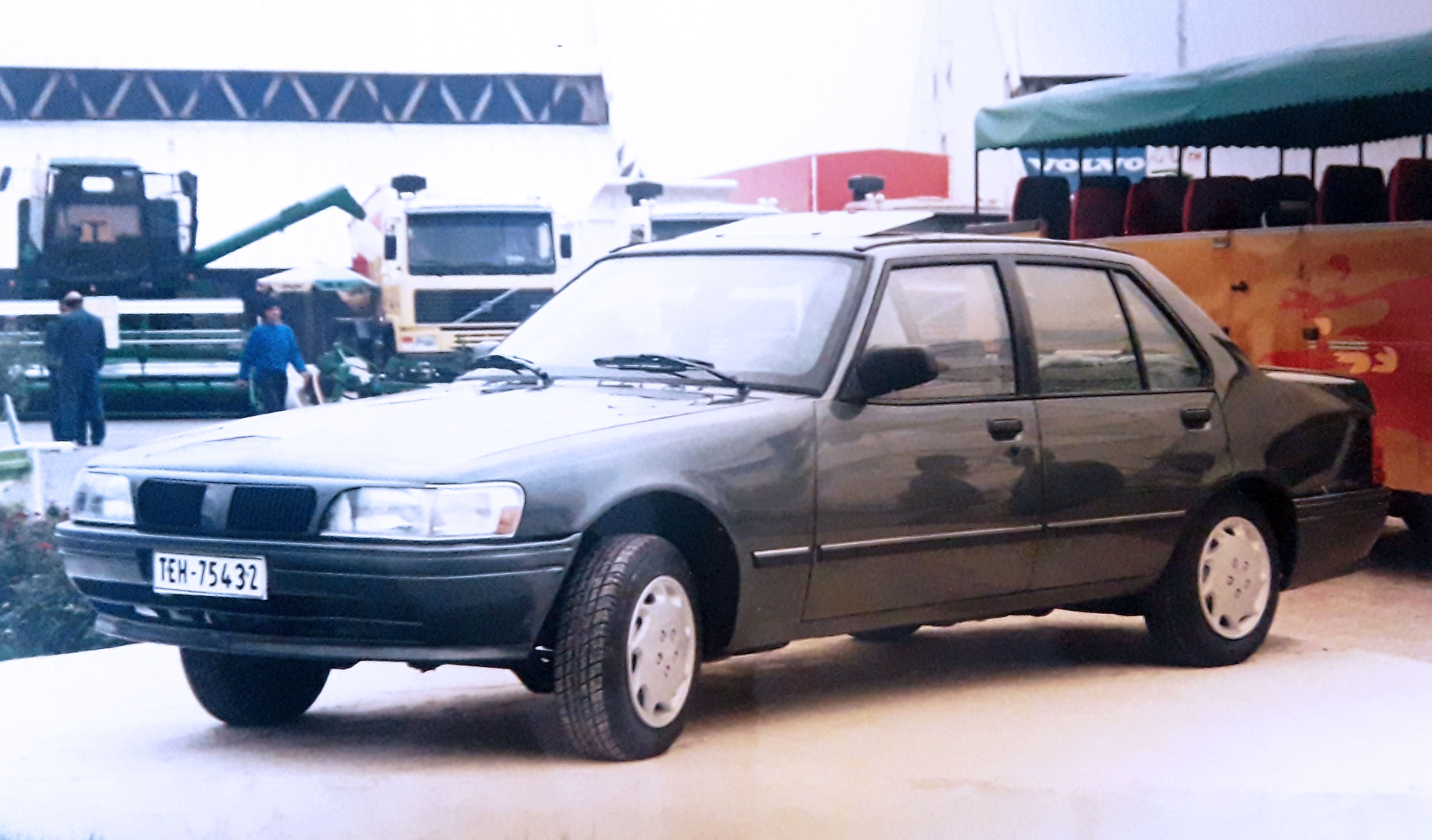
خودروی ملی از نمای جلو

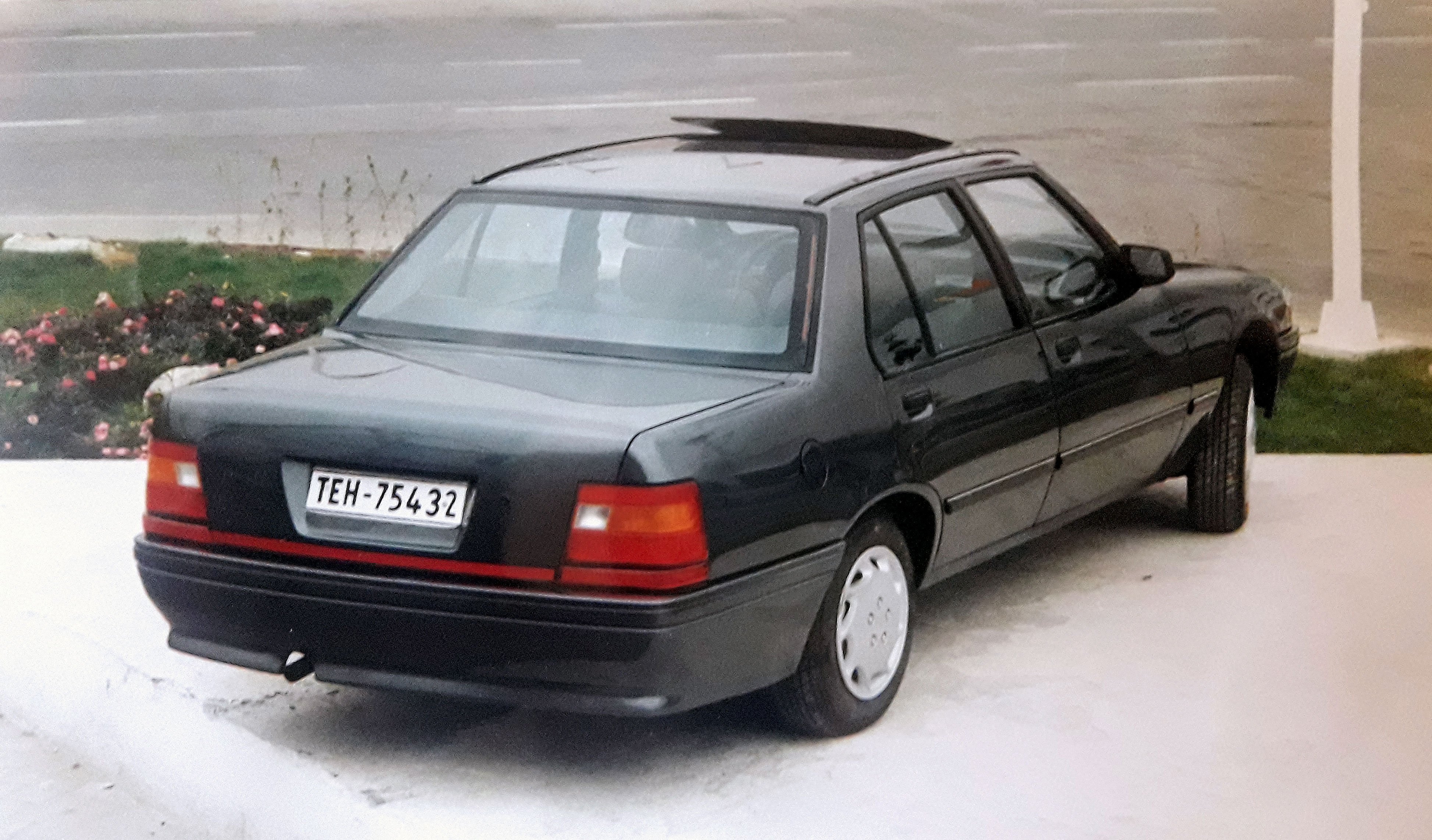
خودروی ملی از نمای عقب-۱۳۷۳

اصطلاح خودروی ملی اولین بار در اوایل دهه هفتاد شمسی طرح نیاز به طراحی خودروی ملی در سازمان‌های رسمی ایران از جمله مجلس شورای اسلامی، وزارت صنایع سنگین وقت و سازمان گسترش و نوسازی صنایع ایران مطرح گردید. در سال ۷۲ مرکز تحقیقات و خدمات خودکفایی ایران در مجموعه سازمان گسترش و نوسازی صنایع ایران مأمور شد تا در چهارچوب یک برنامه تحقیقاتی، بر پایه مهندسی معکوس برای اولین بار در ساختار صنعت خودروسازی ایران، فرایند طراحی و ساخت خودرو به شیوه مقرون به صرفه را طراحی و تعریف کند.

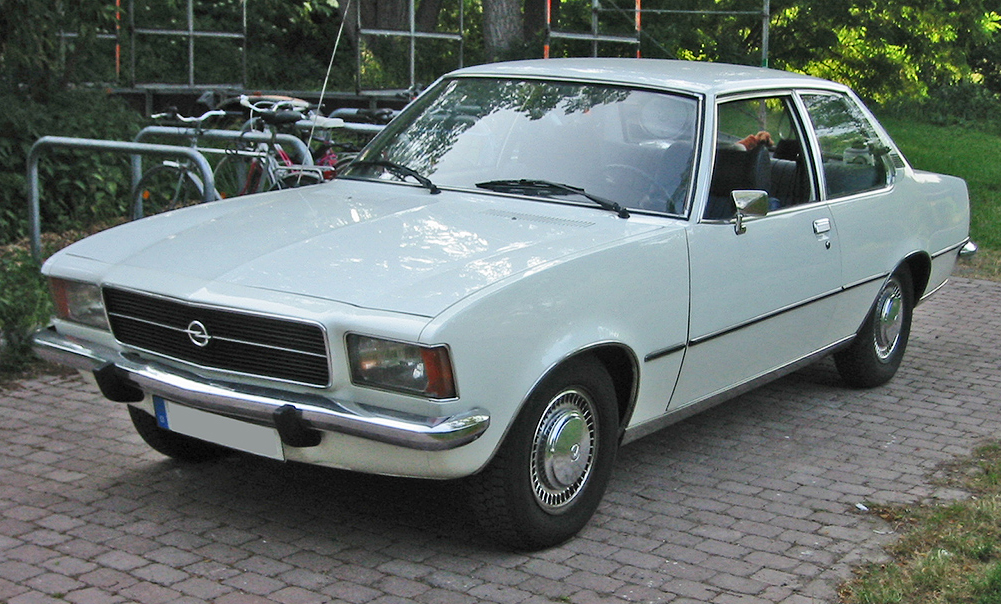
شورولت رویال که قرار بود خودروی ملی بر پایه آن ساخته شود.

اصطلاح خودروی ملی اولین بار به یک خودروی مفهومی که در چهارچوب همین برنامه در این مرکز تحقیقاتی طراحی شده بود گفته شد. پروژه خودروی ملی پروژه‌ای موفق و نسبتاً کم هزینه بود که از طرف شهردار وقت تهران غلامحسین کرباسچی و محمدهادی نژادحسینیان وزیر وقت صنایع سنگین حمایت می‌شد. در این پروژه برای اولین بار در ایران روش‌ها و فرایند کامل ساخت یک خودرو مورد تحقیق و بررسی قرار گرفت و اثبات شد که در ایران توان طراحی و ساخت خودرو وجود دارد. نمونه‌های اولیه این خودرو که به صورت آزمایشی بر پای شاسی خودروی شورلت رویال موجود در مجموعه پارس خودرو طراحی و ساخته شده بود، بارها در نمایشگاه‌های خودرو در محل دائمی نمایشگاه‌های بین‌المللی تهران در سالهای ۷۲ تا ۷۵ به نمایش گذاشته شد. در نهایت پس از کشمکش‌های سیاسی و انحلال گروه طراحی، پرسنل، اسناد و نمونه‌ها به شرکت زامیاد منتقل گردید و در انتها با انتقال مستندات به گروه صنعتی ایران خودرو با الهام از این طرح و احتمالاً با استفاده از اولین یافته‌های تحقیقاتی مهندسین این مرکز، پروژه خودروی بومی کلید خورد که در نهایت به طراحی و تولید سمند بر پایه فناوری پژو ۴۰۵ به عنوان اولین برند و مدل ایرانی خودرو منتهی گردید.